# Meteorologiåret 1855

## Händelser

### Februari
- 16 februari - Urbain Le Verrier rekommenderar att ett meteorologiskt nät som skall varsla fartygstrafiken om stormar upprättas.[1]
- 17 februari - Kejsar Napoleon III av Frankrike godkänner upprättandet av ett meteorologiskt nät som skall varsla fartygstrafiken om stormar.[1]
- 19 februari - Le Verrier kan presentera en väderkarta för franska vetenskapsakademin som visar väderförhållanden i hela Frankrike klockan 10.00 samma dag.[1]

### April
- 18 april - Ett område mellan Collingwood och Niagara on the Lake drabbas av tornados [2].